# Mary Balli
Mary Balli (in Frankrijk bekend als Marie Balli; Upper Clapton (Hackney), 25 januari 1850 - Parijs, 1 februari 1930) was een Brits-Franse verpleegster van Griekse oorsprong.

## Biografie

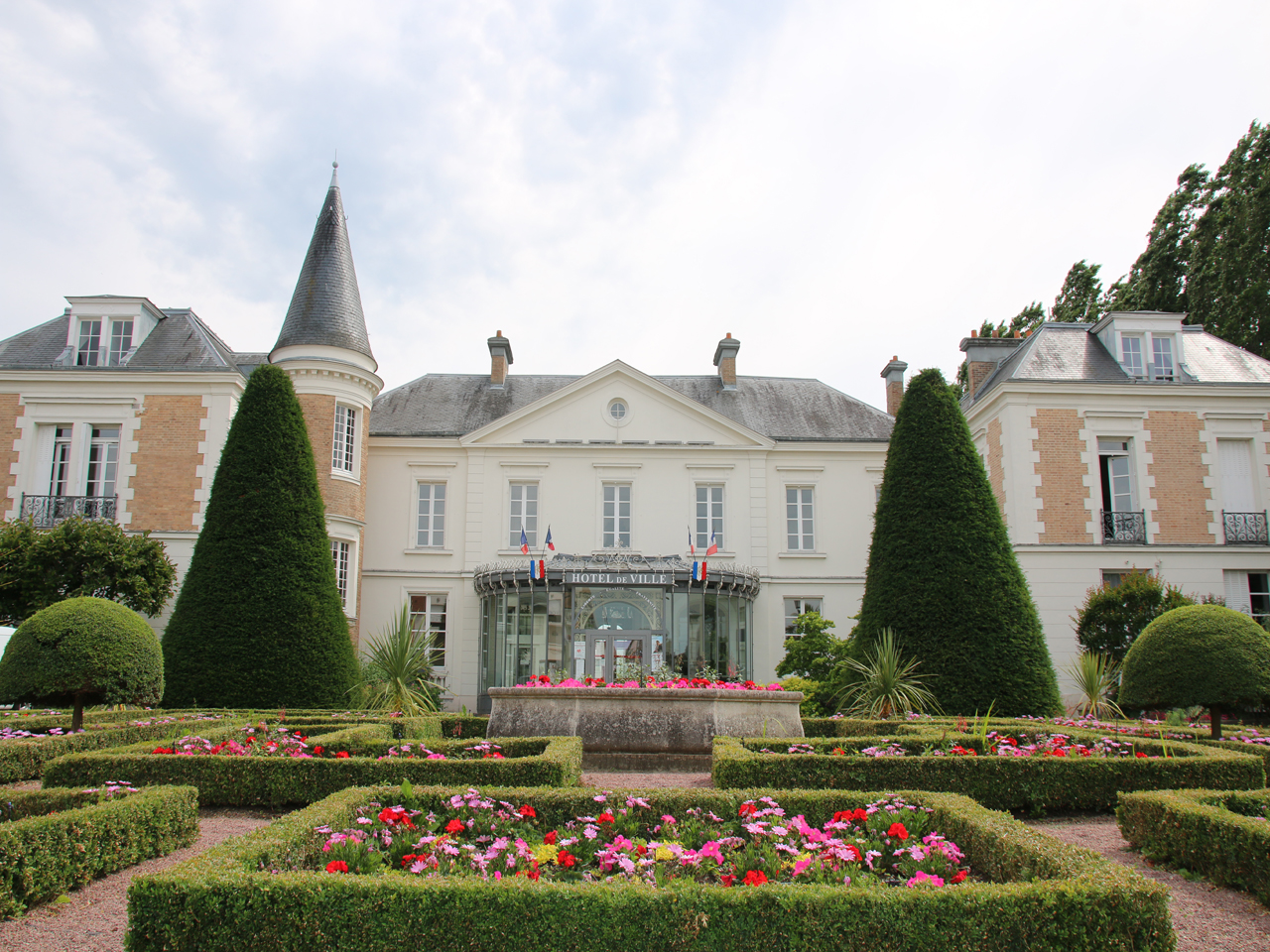
Het Kasteel van Roissy, nu gemeentehuis

Balli werd geboren in Londen als dochter van de Griekse handelaar Xenophon Balli en zijn vrouw Calliope Kessisoglu. In 1867 huwde ze met de Frans-Griekse oogarts en professor Photinos Panas (1832-1903). Het echtpaar ging wonen in het Kasteel van Roissy in Roissy-en-Brie ten oosten van Parijs. Het echtpaar bleef kinderloos.
Tijdens de Eerste Balkanoorlog (1912-1913) trok Balli met een ambulance in opdracht van het Franse Rode Kruis naar Griekenland en Epirus. Bij haar terugkeer verkocht ze het Kasteel van Roissy aan Charles Pathé. Tijdens de Eerste Wereldoorlog diende ze als verpleegster met de graad van majoor. Ze was eerst gevoegd bij het Franse 7e Leger en later bij het Leger van het Noorden (Armée du Nord). Ze werkte in het ziekenhuis van Veurne en daarna in een ambulance van het chirurgisch team van professor Duval.
Balli overleed in Parijs en werd begraven naast haar echtgenoot in een grafkapel op de begraafplaats van Roissy-en-Brie.

## Eerbewijzen
In 1915 ontving Balli het Croix de Guerre.